# Matt Olmstead
Matt Olmstead este un scriitor și un producător american de programe pentru televiziune. Printre producțiile la care și-a adus contribuția se află serialele Prison Break și Breakout Kings.

## Filmografie

### Film de scurt metraj
- The Tattooed Heart — Inima tatuată – Regizor: Sheldon Wong Schwartz, scenariu: Matt Olmstead, cu Jennifer Morrison și Madison Wolfe